# Русская музыка
Ру́сская му́зыка — достижения музыкальной культуры русского народа; результат многовекового исторического процесса формирования и развития своеобразных традиций. Это понятие объединяет русский музыкальный фольклор, русскую академическую музыку, русскую духовную музыку, русский романс.
Временные рамки создания русских жанров: народная музыка — X—XX века, духовная музыка — X—XXI века, академическая музыка — XVIII—XX века.

## Народная музыка
Русская народная музыка берёт начало в фольклоре славянских племён, живших на территории Киевской Руси. Многие виды дошедших до нашего времени песен имеют языческие корни, иногда с влиянием христианской обрядности. Поскольку русская народная музыка неоднородна, она имеет корни и других племён, проживавших на территории Киевской Руси: финно-угорских, тюркских и других.
До сих пор в русском фольклоре ощущаются региональные, часто этнические традиции. Свои особенности имеет народно-песенное искусство северных, западных, южных, центральных областей, поселений в бассейнах крупных рек — Оки, Волги, Дона. Русская народная музыка является основой, на которой произросла вся русская профессиональная музыка.
Общий тип великорусских напевов, вероятно сложился к концу «татарской эпохи», ко времени «царей» (XIV век). Характерная особенность — ладовое строение, в отличие от мажор-минора, распространённого у западных славян, и своеобразный стиль многоголосья.
Существуют письменные документы, описывающие музыкальную культуру на Руси. Считалось, что наиболее популярными видами инструментов в средневековой России были струнные инструменты, такие как гусли или гудок. Археологи обнаружили образцы этих инструментов в Новгородской области, датируемые началом XI века. Другими музыкальными инструментами являются флейта свирель и ударные инструменты, такие как трещотка и бубен. Тем не менее, пение на Руси было популярнее инструментальной музыки. Часто пели былины о народных героях, таких как Садко, Илья Муромец и других, иногда к инструментальному сопровождению.
Во времена Великого княжества Московского русскую музыку, кроме народной, формировали два основных жанра: православная литургическая музыка и светская музыка, исполняемая для развлечения.
Светская музыка включала в себя использование музыкальных инструментов, таких как свистульки, и струнные инструменты, и обычно игралась в праздничные дни изначально скоморохами и менестрелями, которые развлекали дворянство. Во время реакционного периода Раскола Русской церкви в XVII веке скоморохи с их музыкой были запрещены, но, несмотря на эти ограничения, некоторые из их традиций сохранились до сих пор.
Среди основных жанров народной музыки можно выделить календарные обрядовые песни, свадебные, эпические, танцевальные и лирические песни, частушки. Народные инструменты в фольклоре используются обычно в быту пастухов или для некоторых видов танцев и песен. Наиболее распространены: струнные инструменты (гудок, гусли), духовые инструменты (дудка, жалейка, рожок, кувиклы, флейта Пана). В летописях упоминаются: военные трубы, охотничьи рога, бубны. 
В эпоху Средневековья скоморохи — исполнители народной музыки — подвергались преследованиям, а музыкальные инструменты уничтожались, поэтому оригинальные русские музыкальные инструменты до современности почти не дошли. Такие инструменты, иногда ассоциирующиеся с русской музыкой, как мандолина, семиструнная гитара, баян (гармонь), являются инструментами западноевропейского происхождения, и распространились в России сравнительно поздно (XIX—XX века). С X века в качестве музыкального инструмента на Руси использовался колокол, который позже появился в репертуаре русских композиторов. Русский музыковед Борис Асафьев, давая характеристику русской музыке, ввёл термин «колокольность», считая колокольный звон музыкальным символом России. В некоторых видах русского народного танца хлопки, удары по телу и потоптывания дополняют музыкальный ряд, служа в качестве перкуссии, например, в русской пляске.
Одним из первых фольклорных коллективов в России стала Славянская капелла Дмитрия Агренева-Славянского, основанная в 1868 году, которая продвигала русскую и славянскую народную песню в России и за рубежом, нередко в эстрадных обработках. В начале XX века возникли Оркестр русских народных инструментов Василия Андреева и Русский народный хор имени М. Е. Пятницкого: в первом коллективе был расширен и усовершенствован бытовавший в народе инструментарий, во втором исполняли народные песни в их аутентичном виде.
В 1960-е годы появились небольшие фольклорные группы, часто состоявшие из молодых музыкантов-профессионалов, ставившие своей целью точное воспроизведение народного репертуара и манеры — обычно определённого региона или села. Коллективы выступали в домах культуры разных провинций страны. Из этой среды выросли такие коллективы, как Ансамбль народной музыки Дмитрия Покровского и хоровой ансамбль «Сирин»: оба коллектива исполняют как народную крестьянскую, так и духовную музыку устной и письменной традиций. Народные песни были частью репертуара певцов советской эстрады, в частности, Лидии Руслановой, Ольги Воронец. В 1974 году певица Надежда Бабкина создала народный ансамбль «Русская песня». В 1977 году певица Людмила Зыкина создала ансамбль «Россия». В 1982 году Борис Базуров основал ансамбль «Русичи». В 1999 году певица Людмила Рюмина основала «Московский культурный фольклорный центр под руководством Людмилы Рюминой» и при нём ансамбль «Русы».
В современной России среди исполнителей народных песен известна Пелагея, с 1996 года солирующая в созданной ею одноимённой группе. С 1998 года группа «Иван Купала» создаёт фолк-музыку на основе аутентичного фольклора, в основном записанного в ходе этнографических экспедиций советскими фольклористами в 1970—1980 годы. Альбом группы — «Кострома» — способствовал популяризации фолк-музыки на современной российской музыкальной сцене и положил начало к созданию многих последующих российских групп, создающих фолк-музыку. Песня «Кострома» из одноимённого альбома была использована на Олимпиаде 2014 в Сочи.

### Основные жанры
Среди основных жанров народной музыки можно выделить трудовые наигрыши, припевки и песни, обрядовый фольклор (календарно-земледельческий и семейно-бытовой), эпические жанры (былины, исторические песни), духовные стихи, хороводы и пляски с песнями, лирические песни крестьянской традиции, городские лирические песни, инструментальная музыка.
Народная музыка была больше песенной, чем инструментальной (возможно, под влиянием церковного запрета на русские музыкальные инструменты). В середине XIX века возник новый жанр — частушка.

### Народная песня
Русская народная песня — коллективное устное творчество, передаваемое из поколения в поколение. По мнению сторонников «марксистской фольклористики» 1930-х годов, в дореволюционный период песни исполнялись крестьянами и были в основном жалобными. А с ростом пролетарских настроений в 1905 году в народных песнях появляется «революционный тон»: в крестьянстве выражается классовый гнев («Дубинушка», «Смело мы в бой пойдём»). После Октябрьской революции в устном народном творчестве преобладают сатира и юмор о народном быте, образующие частушки, сопровождаемые музыкой под гармонь.
Предположительно в XVI—XVII веках образовалась русская лирическая песня и её высшая форма — протяжная. С этим видом связывают возникновение народного многоголосия полифонического или гетерофонного видов голосового пения с подголосочной полифонией — голосовым пением со смещённой тональностью относительно средней тональности ведущего голоса в хоре. В разных регионах России традиция пения с подголоском различается. Народное пение почти всегда многоголосное, за исключением былин, плачей, колыбельных и детских потешек, исполняемых одноголосно. Развитыми в мелодическом отношении являются некоторые виды плачей, входящих в свадебный обряд, и погребальных плачей (причитаний): для них характерна экспрессивность, возникающая в результате сочетания обрядовых формул с личной импровизацией исполнителя (обычно женщины).
Ладовая система русского народного пения уникальна: ей близка пентатоника китайской или шотландской гаммы, тетрахордовая и полная диатоника. Одноголосное и многоголосное народное пение имеет свою систему модальных тонов, отличающуюся от тональной функциональности, построенной на аккордах; эта система позже изменится на вводный тон гармонического минора с появлением крестьянского романса, городской песни, гармошечного наигрыша («Среди долины ровныя»), и подчинится привязке к аккордам.
К известным песням, написанным в народных традициях, но не являющимся народными, относятся: «Калинка» — одна из самых известных в мире русских мелодий, «Катюша» — популярная в СССР и современной России патриотическая песня, «Коробушка» — мелодия, известная в мире по игре «Тетрис», «Полюшко-поле» — популярная у зарубежных композиторов XX века русская мелодия, «Ой, мороз, мороз» — популярная застольная песня, «Смуглянка». К русским народным песням, популяризованным русскими классическими музыкантами и советской эстрадой, относятся «Во поле берёза стояла», «Ой ты, степь широкая».

## Духовная музыка
Русской духовной музыкой называются вокальные или вокально-инструментальные произведения на тексты религиозного характера, а также колокольный звон в Русской православной церкви. Она имеет глубокие и сильные традиции как в народном, так и в композиторском искусстве. Народные жанры духовной музыки — духовные стихи, среди которых много плачей; истоки их мелодики идут из языческой славянской традиции, тогда как очень лиричные, отличающиеся выраженной эмоциональной экспрессией тексты или по крайней мере яркая специфическая образность и метафоричность и особое покаянное настроение ведут происхождение из ветхозаветной и новозаветной, а также околохристианской религиозной поэзии.
Вместе с вероисповеданием из Византии был заимствован круг церковных песнопений. До конца XVII века церковное пение являлось практически единственной формой профессионального письменного православного музыкального искусства на Руси. Для музыкальной нотации использовались специальные знаки — невмы, благодаря которым сохранились несколько примеров средневековой церковной музыки, в том числе две стихиры, сочинённые царём Иваном Грозным в XVI веке. XVII век привносит свежую струю в русскую духовную музыку. Музыканты изучают музыкальную культуру Европы, знакомятся с совершенно новым стилем. В XVII веке происходит спад в духовной музыке, вызванный множеством различных реформ Петра I. Дворцовый хор стали обучать итальянцы. В некоторых соборах продолжается развитие старообрядческого пения. XIX век приносит новый жанр духовной музыке — произведения для праздничных литургий. Представителями этого жанра стали директор капеллы при императорском дворе Дмитрий Бортнянский, создатель классического хорового концерта Максим Березовский, композитор и дирижёр Степан Дегтярев, композитор и регент Артемий Ведель, композитор Степан Давыдов. Сильное влияние на русскую церковную музыку того времени оказала немецкая музыкальная культура. Композиторы Алексей Львов и Павел Воротников придали церковным песнопениям форму протестантского хорала. В XX веке
духовная музыка наполняется народными стилями звучания благодаря произведениям русских композиторов, в частности Василия Орлова, Степана Смоленского, Николая Данилина, Сергея Рахманинова.
Православная служба, в отличие от католической или протестантской, всегда оставалась исключительно вокальной. Инструментальное сопровождение не допускалось. Важнейшими её жанрами, помимо общих для всех конфессий псалмов, были стихира, тропарь, кондак, величание, позже сложились литургия и всенощная. В полностью сформировавшемся православном богослужении пение сопровождало все его части — литургию (обедню), вечерню и утреню (в канун больших праздников — всенощное бдение); чины крещения, венчания, погребения, а также требы — молебны, панихиды и так далее. Ещё в Византии для разных жанров и различных частей богослужения сложились разные манеры пения — распевы.
После революционных событий 1917 года развитие русской духовной музыки как современного искусства прервалось. Однако за рубежом продолжали сочинять церковные композиции А. Т. Гречанинов и Н. Н. Черепнин. Среди руководителей церковных хоров наиболее известны: Сергей Жаров, Николай Афонский, Пётр Спасский, Борис Ледковский; среди исследователей (и одновременно композиторов): Иван Гарднер и Альберт Сван.
С конца 1980-х годов в России церковно-певческое искусство начинает возрождаться: появляются новые коллективы, публикуются исследования, ряд композиторов обращается к духовным жанрам. Среди авторов, сочинения которых соответствуют требованиям православного богослужения, можно выделить диакона Сергея Трубачева, протоиерея Александра Ведерникова, а также Владимира Мартынова. Подавляющее большинство современных композиций предназначается для духовных концертов, которые чаще проводятся в светских залах, но иногда и в храмах.

### Знаменное пение
Зна́менное пение или зна́менный распев — основной вид древнерусского богослужебного пения. Название происходит от невменных знаков — знамён, использовавшихся для его записи. Древнейшие нотированные крюками рукописи относят к XI веку. К XVII веку в крюковой записи появились дополнительные знаки — «призна́ки» и «пометы», ранние рукописи представляют беспометную нотацию. Рукописи XVII века фиксируют появление, наравне с традиционным одноголосным пением, раннего народного многоголосия (строчное пение), которое также было записано знамёнами. В ходе реформ XVII века знаменное пение постепенно вытеснялось формами европейского пения, основанном не на старинных модальных ладах, а на мажорно-минорной тональности западноевропейского образца. В конце XVII — начале XVIII веков знаменные мелодии в киевской традиции стали записывать в квадратной нотации, напоминающей римскую квадратную нотацию, принятую в певческих книгах католиков. В 1778 году в Москве был издан «Сокращённый Обиход нотного пения», получивший всеобщее распространение и принятый в качестве первоначального руководства при обучении церковному пению в духовных учебных заведениях.
До сих пор традиции знаменного пения соблюдают старообрядцы. Существуют специалисты, возрождающие знаменное пение и в новом обряде Русской православной церкви, например, Валаамский монастырь. Возрождением знаменного пения занимаются в ряде вузов, например, в кафедре древнерусского певческого искусства Санкт-Петербургской государственной консерватории, в Музыкальном училище имени Гнесиных, в Русской христианской гуманитарной академии.
В настоящее время песнопения знаменного распева, как правило, нотируются как в традиционной крюковой, так и в круглой, итальянской нотации. Известны различные типы знаменного распева и соответствующие им типы знамён — кондакарный, столповой, демественный, путевой, ветвенный.
Кондакарный распев происходит от слова «кондак» — одного из богослужебных песнопений. Нотация происходит от палеовизантийской и заимствована на Руси в IX веке. Характеризуется наличием мелодически развитых элементов, особой мелизматикой. Расцвет кондакарного пения на Руси приходится на XI—XII века, к XIV веку исчезает из русской богослужебной традиции в связи со сменой богослужебного Устава со Студийского на Иерусалимский и соответствующей ей смене корпуса богослужебных книг. Встречается в кондакарях, основа которых — кондаки и икосы в честь праздников всего периода церковного года и в память святых.
Столповой распев является основным видом знаменного пения, которым распет практически весь корпус книг русской богослужебной литургической традиции. Название происходит от слова «столп» — восьминедельного цикла книги Октоих. Столповой распев получил широкое распространение и является самым употребительным в русской одноголосной богослужебной традиции и в настоящее время. Распев состоит из попевок (кокиз), фит и лиц, которые, в свою очередь, состоят из более мелких единиц — крюков. Имеет осмогласную систему. Попевки столпового распева присутствуют не только в песнопениях богослужебного круга, но и в обиходных песнопениях. Наиболее употребительными попевками, вошедшими в обиход, считаются кокизы 6-го гласа. Кроме богослужебных книг, для изучения нотации создавались особые певческие азбуки, кокизники и фитники.
Путевой распев распространён в древнерусской музыкальной культуре наряду со знаменным распевом и демественным распевом. Возник в последней четверти XV века. До середины XVI века применялся в Стихираре, затем в Обиходе. В конце XVI века путевой распев стал самостоятельной, развитой ветвью древнерусского певческого искусства, отличаясь большей торжественностью, распевностью и плавностью. Мелодику путевого распева образует совокупность канонических мелодических формул, подчинённых системе осмогласия. Вершина развития путевого распева — XVI—XVII века. Во второй половине XVII века путевой распев начал выходить из употребления.
Демественный распев (демественное пение, демество) — одно из стилевых направлений древнерусского певческого искусства. Раннее упоминание о нём относится к 1441 году в Московском летописном своде конца XV века. Получил распространение в XVI—XVII веках, в том числе в многоголосии. Репертуар демественного распева включает отдельные песнопения Обихода, Праздников и Трезвонов, Стихираря постного, Октоиха и Ирмология. Первоначально демественный распев записывался знаменной нотацией. В XVI веке на её основе была создана демественная нотация, использующая элементы знаменной нотации, но в более усложнённом виде. В деместве были выработаны стилистические закономерности, сыгравшие значительную роль в эволюции русского певческого искусства: формировался торжественный стиль пения с широкими распевами отдельных слогов текста. Используется в настоящее время как особый торжественный распев, например, при архиерейских богослужениях.
Известные мастера знаменного пения в эпоху Василия III и Ивана Грозного: Савва Рогов, Фёдор Крестьянин, Иван Нос, Маркелл Безбородый и Стефан Голыш. В эпоху Смутного времени и правления Михаила Фёдоровича были известны митрополит Варлаам и Исайя Лукошко. Крупным мастером был представитель усольской школы Фаддей Субботин. Одним из лучших специалистов в области знаменного пения и создателем фундаментальной работы «Азбука знаменного пения» в 1688 году, которая является полным изложением теории знаменного пения, был Александр Мезенец.

### Партесное пение
Партесное пение — тип церковного пения, в основе которого положено многоголосное хоровое исполнение композиции. Количество голосов может быть от 3 до 12, а может достигать 48. Партесное пение пришло из католической Италии в Польшу, а оттуда — в Российскую империю.
В XIX веке партесное пение постепенно вытеснило знаменное. Это означало фактический отказ от основных принципов знаменной монодии (одноголосия). Инициаторами введения партесного пения были западнорусские православные братства. В Русском царстве в богослужебное употребление партесное пение введено патриархом Никоном. Нововведение очень понравилось царю Алексею Михайловичу, который способствовал введению партеса в московских храмах. Партесное пение защищали русские теоретики музыки Иоанникий Коренев и Николай Дилецкий. Противниками введения партесного пения в практику русской церкви были ревнители православной традиции, в том числе, видные церковные иерархи, такие как патриарх Гермоген и патриарх Иосиф, а также старообрядцы и греческое духовенство.
Некоторые композиторы предприняли усилия по встраиванию знаменных мелодий в партесный обиход, гармонизируя их в согласии с правилами западноевропейской гармонии. Богослужебную партесную музыку писали многие композиторы, например, Дмитрий Бортнянский. С XVIII века известны концертные Всенощные Артёмия Веделя, Степана Дегтярёва. Со второй половины XIX века известны хоровые Всенощные Михаила Ипполитова-Иванова, Владимира Ребикова, Александра Архангельского, Александра Гречанинова, Павла Чеснокова. Лучшими образцами этого жанра считаются «Всенощные бдения» Петра Чайковского, Сергея Рахманинова.
После Октябрьской революции 1917 года в связи с проводимой политикой новых властей по вытеснению религиозных течений развитие духовной музыки приостановилось вплоть до конца 1980-х годов, когда произошло возрождение православной музыки; появились новые современные композиторы: диакон Сергей Трубачёв, Владимир Мартынов. Подавляющее большинство современных композиций духовной музыки предназначается для духовных концертов, которые проводятся, как правило, в светских залах, но иногда и в храмах.

### Кант
Кант — вид светской многоголосной песни, распространённый в Российской империи в XVII—XVIII веках. Камерная разновидность партесного пения. Был популярен на Украине и в Белоруссии. Первоначально канты создавались на религиозные псальмы и бытовали в кругах духовенства и в монастырях. Поэтика канта исходит от литературной поэзии. В XVII веке канты создавались на слова представителей силлабической поэзии.
Для музыкального стиля канта характерно трёхголосное изложение гомофонного склада с параллельным движением верхних голосов и баса, в гармонии — диатоника, ясная тональная функциональность, в ритмике — квадратность группировки тактов. Способ распева текста — преимущественно силлабический.
Исполнялись канты ансамблем певцов или хором без инструментального сопровождения, а также с участием духовых инструментов, например роговых оркестров. Нередко канты сопровождались колокольным звоном, пушечной пальбой и фейерверком. Интонационный строй канта представляет собой сплав элементов знаменного распева, русской и украинской народной песни, а также польской мелодики. Мелодическая стилистика близка партесному концерту. В XVIII появляются канты патриотического, бытового, любовно-лирического содержания; для времён Петра I характерны «приветственные» и «панегирические» канты с фанфарными мелодическими оборотами, торжественным ритмом полонеза, ликующими руладами в верхних голосах на словах «виват», «осанна», «многая лета», имитационные переклички. Канты позже стали излюбленной формой музицирования городских слоёв населения: появились лирические, мореходные, пасторальные, шуточные канты. Лирические канты впитывают в себя элементы бытующих танцевальных форм, главным образом менуэта. В большинстве случаев авторы слов и музыки к кантам неизвестны. Авторами музыки множества кантов при Петре I были государевы певчие дьяки, среди них — Василий Титов и Максим Березовский. Канты оказали влияние на городской романс.

### Духовные стихи
Духовные стихи — русские народные стихотворения-песни на христианские темы и сюжеты. Духовный стих несёт в себе глубокое назидательное, поучительное начало. Наибольшее распространение получили с XVII века. По всей видимости, имеют смешанное происхождение — русское эпическо-былинное и европейское лирическо-песенное. Изначально исполнителями были калики перехожие — паломники во Святую землю, а позднее бродячие слепые певцы. Вплоть до XIX века бродячие певцы оставались основными творцами и исполнителями духовных стихов в Белоруссии, на Украине, в Болгарии и большинстве регионов России.
Начиная с XVIII века псальмы получают широкое распространение в среде старообрядцев и сектантов — хлыстов, скопцов, молокан, духоборов (в хлыстовстве и скопчестве духовные стихи обычно назывались «роспевцами»). В этой, более религиозной, среде духовные стихи стали петь обычные люди.
Духовные стихи делятся на два типа: «старшие» и «младшие». «Старшие» — это эпические повествования на сюжеты ветхозаветных, новозаветных и житийных легенд (стихи о Голубиной книге, об Адаме, о Иосифе Прекрасном, царевиче Иоасафе, Алексее Человеке Божием, Феодоре Тироне, об Егории Храбром, князе Ефимьяне, о Богатом и Лазаре и т. д.), они близки к былинам. «Младшие» отражают влияние силлабического виршевого стиха, проникшего из Польши.
Как правило — это песни грустные и покаянные. В них поётся о смерти, расставании души с телом и мимолётности жизни. В XVII веке, когда в среде старообрядцев сложилось представление о воцарении антихриста, стали возникать стихи эсхатологического характера. Один из главных исследователей духовных стихов Георгий Федотов писал, что тема Страшного суда образует один из самых мощных центров притяжения в народной поэзии. В XX веке среди катакомбников снова возникло много эсхатологических стихов — только приход антихриста в них связывается уже с революцией, разрушением церквей, коллективизацией, лагерями и т. д.)
На Севере России псальмы поют без аккомпанемента, на Украине и в Белоруссии — часто под колёсную лиру или скрипку.

### Колокольный звон
Колокольный звон в Русской православной церкви — одна из существенных принадлежностей христианского храмового богослужения. В православии колокольный звон является неотъемлемой частью церковных обрядов. Верующими колокольному звону приписывается магическая способность отгонять нечистую силу, болезни, прекращать стихийные бедствия. Использование звона колоколов и колокольчиков в ритуальных, магических целях уходит корнями в далёкое прошлое. Искусство звона традиционно передавалось устным путём, при некоторых соборах и монастырях существовали звонарские артели.
Различают несколько видов колокольных звонов:
- Благовест — несколько колоколов звонят поочерёдно. Благовест звучит для призыва паствы в церковь и сообщает, что служба началась. Благовест предваряют три медленных, пока не стихнет звук, удара в самый большой колокол, за которыми следуют спокойные размеренные удары[32].
- Трезвон — несколько колоколов звонят одновременно. Трезвоном верующие оповещаются о начале Литургии и всенощного бдения.
- Перезвон — поочерёдный звон колоколов, начиная с большого и кончая наименьшим. Совершается в Великую пятницу и Великую субботу. Ускоренную версию, используют во время иных церковных торжеств.
- Перебор — медленный звон поочерёдно в колокола, по одному разу в каждый, начиная с самого маленького и кончая самым большим. Совершается в обряде отпевания. После удара в большой колокол должны ударить сразу все — и перебор начнётся сначала. Перебор часто завершается трезвоном как символом воскрешения и перехода усопшего в иной мир.

Трезвон стал основой художественного явления, известного как «колокольные звоны», — отдельного вида русского церковного искусства, сложившегося к XVII веку и образовавшего региональные традиции, а в конце XX века влившегося и в светскую концертную традицию.
Колокольный звон широко применялся в творчестве русских композиторов XIX века. М. Глинка использовал колокола в заключительном хоре «Славься» оперы «Иван Сусанин», или «Жизнь за царя», Мусоргский — в пьесе «Богатырские ворота…» цикла «Картинки с выставки» и в опере «Борис Годунов», Бородин — в пьесе «В монастыре» из «Маленькой сюиты», Н. А. Римский-Корсаков — в «Псковитянке», «Сказке о царе Салтане», «Сказании о невидимом граде Китеже», П. Чайковский — в «Опричнике». Одна из кантат Сергея Рахманинова получила название «Колокола». В XX веке эта традиция была продолжена Г. Свиридовым, Р. Щедриным, В. Гаврилиным, А. Петровым и другими.
В конце 1920-х годов последовал неофициальный запрет на колокольный звон, сопровождавшийся массовым разрушением колоколов, традиция звона сохранялась лишь в некоторых храмах и монастырях. В  1970–1980-х  годах возобновляется общественное внимание к искусству колокольного звона, и в 1989 году благодаря поддержке Фонда культуры создана Ассоциация колокольного искусства России. Достаточно долго основной базой для возрождения колокольной музыки был Архангельский музей деревянного зодчества. С 1984 года концерты колокольной музыки начинают проводить в Суздале, с 1987 года – в Ленинграде, а затем в других городах России. География городов, где проходят концертные звоны, растёт с каждым годом: Ростов Великий, Вологда, Луцк, Иркутск, Челябинск, Кострома, Ярославль, Ульяновск, Углич и другие.

## Академическая музыка
Развитие академической (светской профессиональной) музыки в России началось сравнительно поздно из-за запрета Православной церкви на светскую музыку. Начиная с царствования Ивана Грозного, царский двор пригласил западных композиторов и музыкантов восполнить возникший пробел. К моменту правления Петра I они находились при дворе на регулярной основе. Несмотря на то, что Пётр I не любил музыку, он воспринимал европейскую музыку как символ цивилизации и способ вестернизации страны; основание Санкт-Петербурга по западному образцу поспособствовало распространению европейской музыки среди высших слоёв общества. Увлечение итальянской оперой при дворе во время правления императриц Елизаветы Петровны и Екатерины II также помогло распространить интерес к западной музыке среди аристократии. Это увлечение стало настолько распространённым, что многие даже не знали, что существуют русские композиторы.
Фокус на европейскую музыку означал, что русским композиторам приходилось писать в западном стиле, если они хотели, чтобы их композиции исполнялись. Их успех в этом направлении был переменным из-за отсутствия знакомства с европейскими правилами композиции. Некоторые композиторы смогли выехать за границу для обучения (обычно в Италию), и научились сочинять вокальные и инструментальные произведения в традиции итальянской классики. К ним относятся композиторы Дмитрий Бортнянский, Максим Березовский и Артемий Ведель.
Отечественное композиторское искусство в России существенно начало развиваться с 70-х годов XVIII столетия. Среди первых русских композиторов значимыми также были: В. А. Пашкевич, М. М. Соколовский и особенно настоящий профессионал Е. И. Фомин. В начале XIX века, на новом витке развития русской музыки творили такие композиторы как: С. И. Давыдов, С. А. Дегтерёв, К. А. Кавос, А. Н. Верстовский, А. А. Алябьев. Пожалуй, первым русским композитором, который использовал характерные традиционные русские элементы из светской музыки, был Е. И. Фомин с оперой «Ямщики на подставе» 1787 года. С. А. Дегтерёв использовал народные мотивы в хоровом пении патриотической оратории «Минин и Пожарский, или Освобождение Москвы» 1811 года. Национальную историю в своём творчестве широко использовал К. А. Кавос и народное хоровое пение в опере «Иван Сусанин» 1815 года, например, в песне «Не бушуйте, ветры буйные». Также на национальную историю опирался А. Н. Верстовский, особо выделяется его опера «Аскольдова могила» 1835 года с такими песнями с ярко народным окрасом как «Заходили чарочки по столику» и «В старину живали деды».
На новый уровень русские традиции в светской музыке поднял Михаил Глинка, который сочинил оперы «Жизнь за царя (Иван Сусанин)» 1836 года, «Руслан и Людмила» (1837—1842 гг.). Под влиянием Глинки сформировался композиторский почерк его младшего современника А. С. Даргомыжского.
Русская народная музыка стала основным источником для композиторов молодого поколения. Группа композиторов, получившая название «Могучая кучка», во главе с Милием Балакиревым, куда также входили Николай Римский-Корсаков, Модест Мусоргский, Александр Бородин и Цезарь Кюи, провозгласила целью популяризировать русские национальные традиции в классической музыке. Среди наиболее примечательных композиций «Могучей кучки» были оперы «Снегурочка», «Садко», «Борис Годунов», «Князь Игорь», «Хованщина» и симфоническая сюита «Шехеразада». Оркестровую интермедию «Полёт шмеля», написанную Николаем Римским-Корсаковым для его оперы «Сказка о царе Салтане», исполняют различные зарубежные музыканты на скорость и попадают в Книгу рекордов Гиннесса. Многие работы Глинки и «Могучей кучки» были основаны на русской истории, народных сказках и литературе и считаются шедеврами романтического национализма в музыке.
В 1859 году также было основано Русское музыкальное общество во главе с композиторами-пианистами — братьями Антоном и Николаем Рубинштейном. «Могучая кучка» часто противопоставлялась Русскому музыкальному обществу; «Могучая кучка» исповедовала русскую национальную идентичность, а Русское музыкальное общество ориентировалось на универсальную европейскую традицию. Тем не менее Русское музыкальное общество основало первые в России консерватории в Санкт-Петербурге и в Москве. В Санкт-Петербургской консерватории обучался русский композитор Пётр Чайковский, известный своими балетами, такими как «Лебединое озеро», «Спящая красавица» и «Щелкунчик». Он остаётся самым известным русским композитором за рубежом. Самым известным преемником его стиля стал Сергей Рахманинов, который учился в Московской консерватории, где преподавал Чайковский.
В середине 1890-х — середине 1900-х гг. создал свои основные произведения Александр Глазунов.
В конце XIX и начале XX века была третья волна русской классики: Игорь Стравинский, Александр Скрябин, Сергей Прокофьев и Дмитрий Шостакович. Они были экспериментаторами по стилю и музыкальному языку. Стравинский оказывал особое влияние на своих современников и последующих поколений композиторов в России и западных странах.
После Октябрьской революции русская музыка резко изменилась. Рахманинов, Стравинский, Глазунов, Гречанинов, Метнер эмигрировали. Хотя Прокофьев также покинул Россию в 1918 году, он в конце концов вернулся и внёс свой вклад в советскую музыку. В начале 1920-х годов была эпоха авангардных экспериментов, вдохновлённых революционным духом эпохи. В 1930-е годы, во времена Иосифа Сталина, разнообразие в музыке было ограничено. Классицизм одобрялся, а эксперименты не поощрялись. Например, опера Шостаковича «Леди Макбет Мценского уезда» была осуждена в газете «Правда» как «формализм» и вскоре была запрещена в театрах на многие годы.
Музыкальными патриархами эпохи были Сергей Прокофьев, Дмитрий Шостакович, Арам Хачатурян и Александр Александров. Последний наиболее известен тем, что сочинил гимн СССР и песню «Священная война». Со временем волна молодых советских композиторов, таких как Георгий Свиридов, Альфред Шнитке и София Губайдулина, вышли на первый план из-за строгой советской системы образования. Союз композиторов СССР был создан в 1932 году и стал основным регулирующим органом советской музыки.

### Хоровая музыка
История светской хоровой музыки в России начинается в XIX веке, когда в православную церковную музыку приходит партесное пение, заменившее одноголосное знаменное пение. Тогда же появляется светское камерное хоровое пение, исполняемое в кантах.
Важную роль в развитии светской хоровой музыки сыграла русская опера; хоровое пение звучит в операх Михаила Глинки «Жизнь за царя» и «Руслан и Людмила». Значимую роль оперное хоровое пение заняло у классических композиторов XIX века. Пик популярности хорового пения пришёлся на вторую половину XIX и начало XX века. Вслед за эпохой патриотических ораторий, кантат и песен, вызванных национальным подъёмом, стали во множестве появляться хоровые переложения народных песен. В 1878 году было основано Русское хоровое общество, которое объединяло любителей светского хорового пения. Хор Русского хорового общества принимал участие в концертах Русского музыкального общества, а также давал несколько собственных концертов ежегодно. В 1887 году в хор впервые были введены женские голоса.
После Октябрьской революции значительный вклад в развитие светской хоровой музыки внёс Георгий Свиридов. Другим знаковым композитором является Томас Корганов. Выдающимися хоровыми коллективами советского периода являются Государственный академический русский хор имени А. В. Свешникова, Республиканская русская хоровая капелла имени А. А. Юрлова, Русский народный хор имени M. E. Пятницкого, Московский государственный академический камерный хор. В популярной музыке известен «Хор Турецкого».
Отдельную популярность в послевоенные годы обрело детское хоровое пение. В 1957 году была основана Московская хоровая капелла мальчиков, исполняющая русскую духовную музыку и народные песни. В 1970 году основан Большой детский хор Всесоюзного радио и Центрального телевидения, исполняющий кантаты, симфонии, оперы, патриотические песни. Массовую популярность в исполнении хора обрели детские песни Евгения Крылатова, Аркадия Островского, Александры Пахмутовой и других композиторов, такие как «Прекрасное далёко», «Пусть всегда будет солнце», «Спят усталые игрушки», «Крылатые качели», «Взвейтесь кострами, синие ночи», «Антошка». В 1970-х годах хор был настолько популярен, что известность в народе получили его солисты: Серёжа Парамонов, Света Погасий, Рита Суханкина, Дима Галихин. С 1991 года существует камерный хор «Вера». В современной России с 2013 года действует Всероссийское хоровое общество, в 2014 году основавшее Детский хор России.

### Авангардная музыка
Авангардная музыка в России начала формироваться в 1910—1920-х годах и достигла пика развития в 1960—1980-х. Русский авангард в музыке на начальном этапе характеризовался как футуризм. Это движение поддерживали такие композиторы как Николай Рославец, Иван Вышнеградский, Николай Обухов, Артур Лурье, Иосиф Шиллингер, Арсений Авраамов.
Ранний музыкальный авангард в России не имел единого сформировавшегося направления, и композиторы, обращавшиеся к авангарду, находились в творческих поисках «нового мирослышания» и «звукового миросозерцания», которые отражались как в музыке, так и в литературных манифестах. В русле «нового мирослышания» переосмысливались многие основные музыкальные категории — звук, звуковысотная система, тембр, гармония и так далее. Почти все ранние авангардисты так или иначе занимались обновлением традиционной системы темперирования и изобретали новые системы деления тонов. Футуристы стремились к изобретению новых инструментов или устройств, соответствующих такому подходу, например, Лев Термен, создавший электроакустический инструмент терменвокс, и Николай Обухов, создавший Эфир, Кристалл, Волны и Звучащий крест. Эти инструменты давали принципиально новую сонорику, но также часто предпринимались попытки усовершенствовать традиционные оркестровые инструменты классической музыки. За новой сонорикой следует поиск «пространственной музыки». Главной концепцией музыкального футуризма становилось раскрепощение звуковой массы. Ещё одним подходом являлась «ультрахроматическая гармония», которую русские композиторы выводили из стилистики позднего творчества Александра Скрябина.
Ранний русский музыкальный авангард не оказал влияния на советскую авангардную музыку 1960—1980-х годов. Первым авангардистом послевоенной эпохи является Андрей Волконский. Характерной особенностью музыкального авангарда СССР становился фольклорный окрас, когда новые техники применялись к разработке народных напевов. Первой освоенной техникой был сериализм, затем сонористика и алеаторика; одновременно началось развитие электронной музыки. Позднее чистые системы уступили место разным смешанным техникам: появились понятия «коллажа» и полистилистики — термина Альфреда Шнитке, чьи сочинения наиболее ярко представляют данное явление.
Знаковым исполнителем авангардной музыки был Эдисон Денисов, основавший в 1990 году Ассоциацию современной музыки по типу одноимённого объединения, возникшего в 1924 году.

## Русский романс
Русский романс сформировался на волне веяний романтизма в первой половине XIX века. Во многих романсах обыгрываются цыганские мотивы (т. н. «цыганщина»). В продолжение XIX века сформировалось несколько поджанров — салонный романс, жестокий романс, цыганский романс и др.
«Золотой век» русского романса пришёлся на начало XX века, когда работали такие крупные и самобытные исполнители, как А. Вертинский и А. Вяльцева. Позднее традиции романса продолжали в эмиграции Пётр Лещенко и Алла Баянова, в СССР — Изабелла Юрьева, Тамара Церетели и Вадим Козин.
В советское время, особенно с конца 1930-х годов, романс подвергался гонениям как пережиток царской эпохи, вредный для строителей социалистического будущего. Ведущие исполнители замолчали, либо были репрессированы, либо вынуждены были эмигрировать.
Серьёзный вклад в классификацию русского романса внёс коллекционер и исследователь жанра Анатолий Титов. Помимо упомянутых видов, им выделены: дворянский романс, романс-ответ, иронический, актёрский, белогвардейский, тюремный и другие. Отдельным жанром близким с романсом обозначена мелодекламация.